# برنامه کمک پزشکی کالیفرنیا
برنامه کمک پزشکی کالیفرنیا (انگلیسی: Medi-Cal) (که به اختصار مدیکال نیز نامیده می‌شود) اجرای برنامه مدیکید فدرال در کالیفرنیا است که به افراد کم درآمد، از جمله خانواده‌ها، سالمندان، افراد دارای معلولیت، کودکان تحت سرپرستی، زنان باردار، و بزرگسالان بدون فرزند با درآمد کمتر از خط فقر فدرال خدمات می‌دهد. . مزایا شامل خدمات سرپایی بیمار، خدمات اورژانسی، بستری در بیمارستان، مراقبت از زایمان و نوزاد، سلامت روان و درمان اختلال مصرف مواد، دندانپزشکی (Denti-Cal)، بینایی، و مراقبت و حمایت طولانی مدت است. مدیکال در سال ۱۹۶۵ توسط برنامه کمک پزشکی کالیفرنیا چند ماه پس از تصویب قانون ملی ایجاد شد. تقریباً ۱۵٫۲۸ میلیون نفر (یا حدود ۴۰٪ از جمعیت کالیفرنیا) تا سپتامبر ۲۰۲۲ در مدیکال ثبت نام کرده بودند. در اکثر شهرستان‌های کالیفرنیا، بیش از نیمی از ساکنان واجد شرایط از سال ۲۰۲۰ ثبت نام کرده‌اند.

## واجدین شرایط
مدیکال برای افراد با درآمد کم و توانایی محدود برای پرداخت پوشش بهداشتی، از جمله سالمندان، نابینایان، معلولان، جوانان و کودکان، زنان باردار، افرادی که در خانه سالمندان هستند، و افراد در برنامه درمان سرطان سینه و سرطان دهانه رحم است. افرادی که برنامه‌های کمک نقدی با بودجه فدرال دریافت می‌کنند، مانند کالورکز (برنامه ایالتی کمک‌های موقت فدرال برای خانواده‌های نیازمند)، برنامه تکمیلی ایالتی (مکمل ایالتی برای برنامه درآمد امنیتی تکمیلی فدرال)، مراقبت از خانواده، کمک به فرزندخواندگی، برخی برنامه‌های کمک به پناهندگان، یا خدمات حمایتی در خانه نیز واجد شرایط هستند.
به عنوان یک برنامه آزمایش شده، مدیکال محدودیت‌های دارایی را برای برخی از ثبت نام کنندگان احتمالی اعمال می‌کند. افراد مدیکال که خدمات حمایتی طولانی مدت دریافت می‌کنند یا به دلیل ناتوانی‌های خاص در مدیکال ثبت نام می‌کنند، تحت آزمایش دارایی قرار می‌گیرند. این محدودیت به تعداد افرادی که برای پوشش در نظر گرفته شده‌اند بستگی دارد. برای یک نفر ثبت نام، این محدودیت ۲۰۰۰ دلار است، در حالی که برای دو نفر ثبت نام، محدودیت ۳۰۰۰ دلار است. هر فرد اضافه بر این که در نظر گرفته شود منجر به ۱۵۰ دلار اضافی از دارایی‌های مجاز می‌شود که در مجموع تا ده نفر تحت پوشش قرار می‌گیرد. اگر متقاضیان دارای اموالی باشند که ارزش کل آن بیش از مقدار مجاز باشد، ملزم به کاهش («فروختن») دارایی خود از طریق فعالیت‌هایی مانند خرید لباس، خرید اثاثیه منزل، پرداخت قبوض پزشکی، پرداخت وام مسکن، پرداخت وام مسکن و پرداخت سایر بدهی‌ها هستند.
از سال ۲۰۱۴ تحت لایحه حفاظت از بیمار و مراقبت مقرون‌به‌صرفه (PPACA)، افرادی که درآمد خانواده تا ۱۳۸ درصد از سطح فقر فدرال داشتند، واجد شرایط مدیکال شدند، و افراد با درآمد بالاتر و برخی از مشاغل کوچک ممکن است طرحی را در بازار بیمه درمانی کالیفرنیا تحت پوشش، با یارانه‌های دولتی بالقوه انتخاب کنند.مدیکال ثبت نام آزاد در تمام طول سال دارد.

### وضعیت مهاجرت
ساکنان دائمی قانونی (دارندگان گرین کارت) بدون توجه به تاریخ ورودشان واجد شرایط دریافت مدیکال کامل در کالیفرنیا هستند، در صورتی که سایر شرایط واجد شرایط بودن را داشته باشند، حتی اگر کمتر از ۵ سال در ایالات متحده بوده باشند. غیرمهاجران و مهاجران بدون مدرک واجد شرایط مدیکال کامل نیستند، اما اگر همه شرایط واجد شرایط بودن به غیر از وضعیت مهاجرت را داشته باشند، می‌توانند مدیکال محدود به خدمات اورژانسی و مرتبط با بارداری را دریافت کنند. اخیراً، مدیکال مزایای کامل را برای افراد بدون وضعیت مهاجرت گسترش داده‌است. گسترش بزرگسالان جوان یا YAE اکنون به افراد سنین ۱۹ تا ۲۶ سال بدون توجه به وضعیت مهاجرت، مزایای کامل را می‌دهد. گسترش بزرگسالان مسن یا OAE اکنون به افراد ۵۰ ساله و بالاتر بدون توجه به وضعیت مهاجرت، مزایای کامل را می‌دهد.